# Giovanni Righi (calciatore)
Giovanni Righi (Modena, 12 luglio 1915 – Modena, 30 ottobre 2000) è stato un calciatore italiano, di ruolo attaccante.
Viene talvolta confuso con il fratello Pietro Righi per quanto riguarda la militanza di questi nel Modena tra il 1931 e il 1934.

## Carriera
Militò poi nella Rubierese e nel 1937 si trasferì al Modena, giocando esclusivamente tra le riserve e in Coppa Italia. In seguito ha militato anche nel Carpi in Serie C a più riprese fino al 1943.